# 15554 Chenhuaipu
15554 Chenhuaipu eller 2000 FH46 är en asteroid i huvudbältet som upptäcktes den 29 mars 2000 av LINEAR i Socorro County, New Mexico. Den är uppkallad efter Chen Huai-Pu.
Asteroiden har en diameter på ungefär 4 kilometer och den tillhör asteroidgruppen Vesta.